# Darwin (tàu vũ trụ)
Darwin là một nhiệm vụ ESA Cornerstone được đề xuất có liên quan đến một nhóm gồm bốn đến chín  tàu vũ trụ được thiết kế để phát hiện trực tiếp các hành tinh giống Trái đất quay quanh các ngôi sao gần đó và tìm kiếm bằng chứng sự sống trên các hành tinh này. Thiết kế gần đây nhất dự kiến ba kính viễn vọng không gian bay tự do, mỗi chiếc có đường kính từ ba đến bốn mét, bay theo đội hình như một giao thoa kế thiên văn. Những kính viễn vọng này là để chuyển hướng ánh sáng từ các ngôi sao và hành tinh xa xôi đến một tàu vũ trụ thứ tư, trong đó có chứa bộ kết hợp chùm tia, máy quang phổ và máy ảnh cho mảng giao thoa kế, và cũng đóng vai trò như một trung tâm liên lạc. Ngoài ra còn có một thiết kế trước đó, được gọi là "cấu hình Robin Laurance", bao gồm sáu kính viễn vọng 1,5 mét, một tàu vũ trụ kết hợp chùm tia, và một tàu vũ trụ làm nhiệm vụ truyền thông và năng lượng riêng biệt.
Nghiên cứu về nhiệm vụ đề xuất này đã kết thúc vào năm 2007 mà không có kế hoạch hoạt động nào nữa. Để tạo ra một hình ảnh, các kính thiên văn sẽ phải hoạt động theo đội hình với khoảng cách giữa các kính thiên văn được điều khiển trong một vài micromet và khoảng cách giữa các kính thiên văn và máy thu được điều khiển trong khoảng một nanomet. Một số nghiên cứu chi tiết hơn sẽ cần thiết để xác định liệu công nghệ có khả năng chính xác như vậy có thực sự khả thi hay không.